# Cerastium morrisonense
Cerastium morrisonense là loài thực vật có hoa thuộc họ Cẩm chướng. Loài này được Hayata mô tả khoa học đầu tiên năm 1908.